# Vladimír Grégr
Vladimír Grégr (3. srpna 1902 Praha – 22. února 1943 Berlín, věznice Plötzensee) byl český architekt meziválečného období, autor mnoha vil na Barrandově, Trilobit-baru a mnoha dalších staveb v jiných lokalitách. Byl také autorem designu železničních vozů.

## Život
Vladimír Grégr byl vnukem významného politika Eduarda Grégra. Architekturu vystudoval u Josefa Gočára, jeho další tvorbu výrazně ovlivnil pobyt v USA. Poté pracoval pro firmu Václava M. Havla. Byl příslušníkem avantgardní skupiny Akce za národní obrození. Byl členem Československé národní demokracie (později Národního sjednocení).
Za okupace se zapojil do odboje v řadách Politického ústředí. Působil jako náčelník Mládeže Národního souručenství ve Velké Praze. V lednu 1940 zorganizoval útěk protektorátního ministra a představitele domácího protinacistického odboje Ladislava Karla Feierabenda do zahraničí. Dne 19. března 1940 byl v souvislosti s odbojovou činností zatčen gestapem. Byl dva roky vězněn na Pankráci a v Berlíně. V září 1942 byl v procesu s Ladislavem Rašínem odsouzen k trestu smrti a v únoru 1943 popraven.

## Dílo

### Vily
Ing. arch. Vladimír Grégr projektoval vily po Praze (nejvíce na Barrandově), ale také například na Hřebenkách (Nad Výšinkou 13), ve Střešovicích (Na Ořechovce 59) nebo na Hanspaulce (Na Viničných horách 44), na Zahradním městě (Střemchová 2 viz. Vila Hauptmann). A také mimo Prahu, a to v Kolíně (Knirschův dům) na nároží ulic Kutnohorské a Mostní nebo dům v Jevanech.

### Barrandovské vily
Ing. arch. Vladimír Grégr na Barrandově postavil postupně sedm vil, a to na adresách Barrandovská 16, 20, 21, 25, 46. Dále na adrese Skalní 10 a Filmařská 4.

### Terasy Barrandov

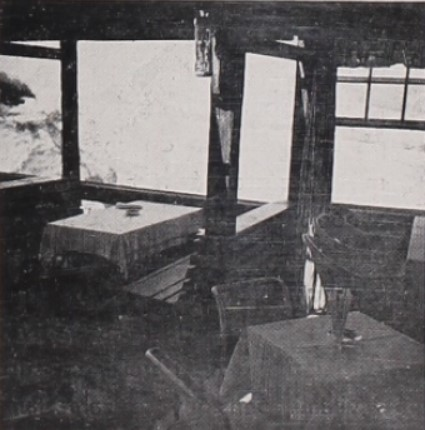
Interiér Trilobit baru (foto 1936)

V roce 1936 Vladimír Grégr terasy upravil v romantizujícím duchu a přistavěl dřevěný noční podnik Trilobit bar, ve kterém hrál ve večerních hodinách orchestr R. A. Dvorského.

### Slovenská strela

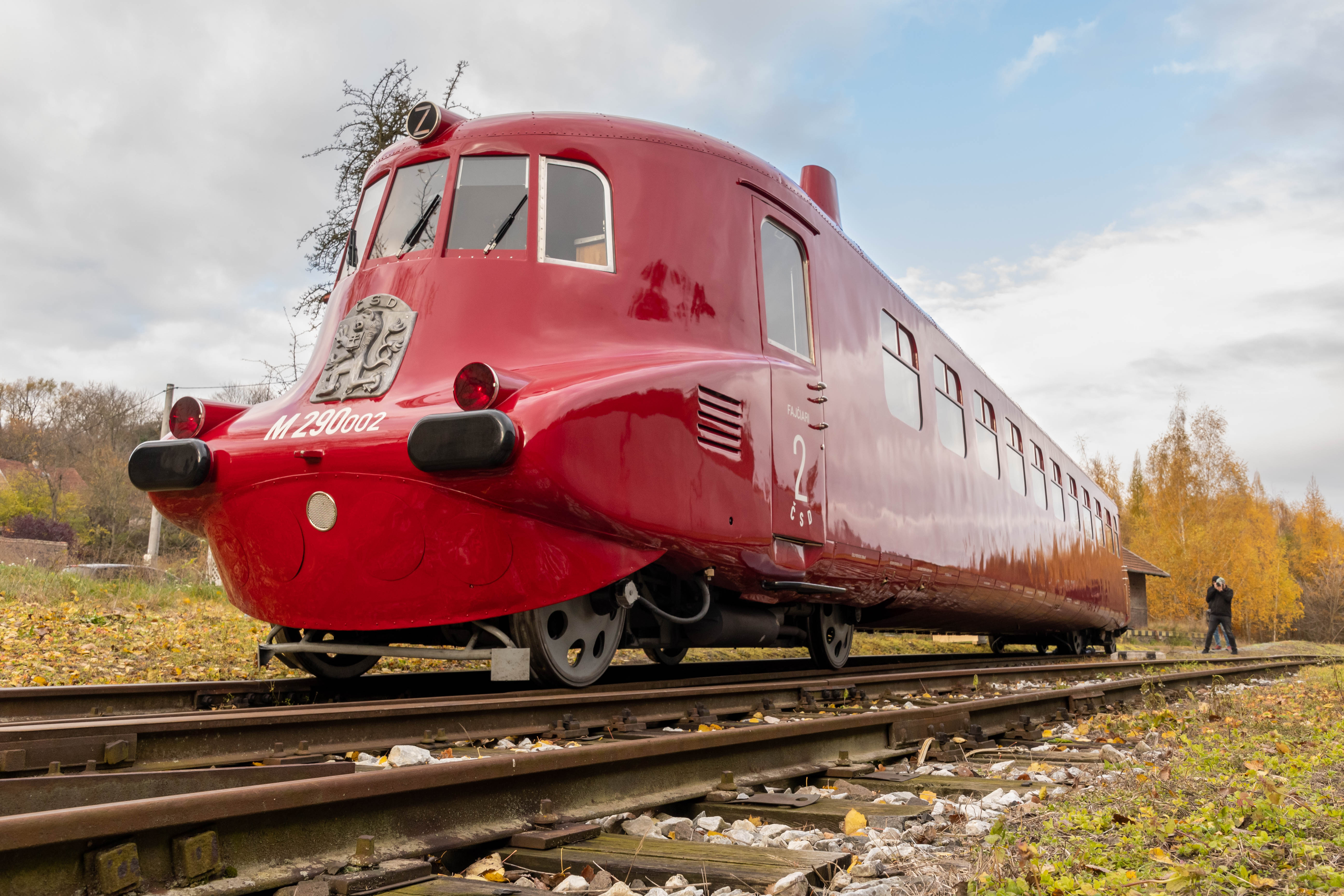
M 290.002 Slovenská strela

Podílel se na designu Slovenské strely, pro kterou navrhoval celkové výtvarné řešení vlaku – aerodynamický tvar skříně, barevnost a materiály interiéru vozu. Slovenská strela byla vyrobena Tatrou Kopřivnice a v provozu byla od roku 1936 na trati Praha-Bratislava pod označením Motorový vůz řady M 290.0. Její konstrukční rychlost byla 130 km/h a rychlostní rekord 148 km/h.

### „Grégry“
Příjmení Vladimíra Grégra se stalo přezdívkou pro celou typovou skupinu vozů pro dálkovou dopravu, u nichž se Vladimír Grégr podílel jak na řešení vnějšího vzhledu, tak především a ztvárnění interiéru včetně volby druhu a barevných odstínů použitých materiálů. Prvními z těchto vozů bylo 25 vozů BCa, z niž první 4 dodal Ringhoffer-Tatra v roce 1937 , dále 4 vozy ABCa z roku 1939 a 13 vozů Ca z let 1939–1941.